# Saint-Pierre-sur-Dives
Saint-Pierre-sur-Dives era una comuna francesa situada en el departamento de Calvados, de la región de Normandía, que el 1 de enero de 2017 pasó a ser una comuna delegada de la comuna nueva de Saint-Pierre-en-Auge al fusionarse con las comunas de Boissey, Bretteville-sur-Dives, Hiéville, L'Oudon, Mittois, Montviette, Ouville-la-Bien-Tournée, Sainte-Marguerite-de-Viette, Saint-Georges-en-Auge, Thiéville, Vaudeloges y Vieux-Pont-en-Auge.

## Demografía
| Gráfica de evolución demográfica de Saint-Pierre-sur-Dives entre 1800 y 2014 |
|                                                                              |

Los datos demográficos contemplados en este gráfico de la comuna de Saint-Pierre-sur-Dives se han cogido de 1800 a 1999 de la página francesa EHESS/Cassini, y los demás datos de la página del INSEE.